# 三帥
三帥，第六屆超級星光大道總決賽季軍。三帥組合是優秀的“美聲”合唱團體，組合的成員牟少帥、李廣博和蔣一帆雖然來自不同的地域，但是在音樂上的認知上達到了驚人的共識，所以一起參加《超級星光大道》。是超級星光大道第一組的三人美聲團體，在第4集就創下25分的紀錄。
他們翻唱的男版《Nobody》在網路上被廣泛轉載，在星光大道比賽中，他們作為來自中國大陸的唯一組合備受關注。從《外面的世界》到《思念是一種病》再到《牛仔很忙》，他們的配合越來越默契，進步也越來越明顯。尤其是《牛仔很忙》，以23分的成績直接進入五強之列。由於在《超級星光大道》中的突出表現，胡夏和三帥一時間成為臺灣的“人氣天王”。“三帥”組合的名稱是陶晶瑩在《超級星光大道》比賽中為三人組起的隊名。

## 成員列表
| 本名   | 出生日期 / 出生地                              | 身高   | 體重  | 備註 |
| 牟少帥 | 1987年8月16日 · 中华人民共和国山東省煙台市     | 181 CM | 70 KG |      |
| 李廣博 | 1988年9月3日 · 中华人民共和国湖北省宜昌市      | 183 CM | 72 KG |      |
| 蔣一帆 | 1990年5月14日 · 中华人民共和国黑龍江省牡丹江市 | 182 CM | 71 KG |      |

## 成長經歷
2008年，參加中國大陸大型音樂人才選拔活動，歷經大半年的海選，從近萬名報名者中脫穎而出，與其他幾位同樣勝出的選手組成偶像團體“風雲幫”，成員中包括蔣一帆、李廣博、牟少帥、胡夏等。同年以表演嘉賓的身份，參與了S.H.E、飛輪海中國六城市巡演的演出。
從2009年10月底開始，湖北的李廣博與山東牟少帥、黑龍江蔣一帆，臨時組成美聲三重唱團體“三帥”，前往臺北參加第6屆“超級星光大道”選拔活動。2010年5月14日，三帥組合奪得第六屆超級星光大道總決賽季軍。　 
三帥在超級星光大賽中唱的歌曲中表現突出的有《Nobody》、《牛仔很忙》、《思念是一種病》、《夢田》、《望春風》、《春風吹》、《青蘋果樂園》等等。　

## 超級星光大道成績
- 在第4集就創下25分的紀錄，是目前的紀錄保持人
- 第六屆超級星光大道總決賽季軍[3]
- 翻唱《Nobody》短時間內僅僅在優酷的點播就超過1000萬人次，廣為轉載

## 超級星光大道比賽歷程成績

### 第六季比賽成績
| 集數 | 首播日期   | 比賽主題                                | 演唱歌曲              | 原唱者         | 分數  | 備註                             |
| ---- | ---------- | --------------------------------------- | --------------------- | -------------- | ----- | -------------------------------- |
| 01   | 2009/11/06 | 啟程續章： 分組對抗決定賽（下）         | 《大城小愛》          | 王力宏         | 沒有X | 過關                             |
| 04   | 2009/11/27 | 48強分組對抗賽（下） 自選曲Ⅱ            | 《思念是一種病》      | 張震嶽 蔡健雅  | 25    | 勝范安婷（22分）                 |
| 06   | 2009/12/11 | 40強分組對抗賽（下） High歌歌曲         | 《找自己》            | 陶喆           | 17    | 敗杜華瑾（20分）                 |
| 07   | 2009/12/18 | 終極分組對抗 一對一PK賽（上）           | 《愛我別走》          | 張震嶽         | 18    | 敗張士堂（19分）                 |
| 09   | 2010/01/01 | 我的必勝歌曲                            | 《流水年華》          | 鳳飛飛         | 18    | 過關                             |
| 10   | 2010/01/08 | 我的音樂寫真 22強決定賽                 | 《外面的世界》        | 齊秦           | 16    | 過關                             |
| 11   | 2010/01/15 | 組曲合作 20強決定賽                     | 《快樂崇拜》          | 潘瑋柏 張韶涵  | 15    | 過關 與林思涵、簡吟卉一組        |
| 12   | 2010/01/22 | 2009點播金曲 18強決定賽                 | 《暗戀》              | 陶喆           | 16    | 過關                             |
| 13   | 2010/01/29 | 我的主打歌 18強大改造                   | 《日不落》            | 蔡依林         | 14    | 失敗 第一場曾NG重來              |
| 15   | 2010/02/12 | 歌手震撼教育Ⅱ 15強決定賽                | 《夢田》              | 齊豫           | 21    | 勝鳳娘（20分）                   |
| 16   | 2010/02/26 | 學長姐合唱賽                            | 《小情歌》            | 蘇打綠         | 19    | 與徐佳瑩合唱                     |
| 17   | 2010/03/05 | 天王天后成名曲 14強決定賽               | 《戀人未滿》          | S.H.E          | 17    | 過關                             |
| 18   | 2010/03/12 | 一對一PK 13強決定賽                     | 《愛我還是他》        | 陶喆           | 15    | 敗胡夏（21分）                   |
| 19   | 2010/03/19 | 歌中劇挑戰賽 12強決定賽                 | 《深海》              | 中國愛樂樂團   | 20    | 過關 與黃郁善一組                |
| 20   | 2010/03/26 | 一對一踢館 Round 1 11強決定賽           | 《搖滾怎麼了》        | 王力宏         | 15    | 敗閻奕格（25分）                 |
| 21   | 2010/04/02 | 一對一踢館 Round 2 10強決定賽           | 《望春風》            | 陶喆           | 21    | 勝孫亞東（14分）                 |
| 22   | 2010/04/09 | 一對一踢館 Round 3 9強決定賽            | 《又一年又三年》      | 品冠           | 18    | 勝舞思愛（17分）                 |
| 23   | 2010/04/16 | 一對一踢館 Round 4 8強決定賽            | 《Nobody》 （中文版） | Wonder Girls   | 17    | 敗黃齡（24分）                   |
| 24   | 2010/04/23 | 終極魔王踢館 第8名決定賽                | 《趕路》              | 巫啟賢         | 17    | 敗Olivia（25分）                 |
| 25   | 2010/04/30 | 積分賽Ⅰ 第7名決定賽 第一輪：我的偶像    | 《春風吹》            | 方大同         | 20    |                                  |
| 25   | 2010/04/30 | 積分賽Ⅰ 第7名決定賽 第二輪：評審指定曲  | 《縱貫線兄弟姐妹》    | 縱貫線         | 13    | 積分20+13=33                     |
| 26   | 2010/05/07 | 我要拿第一 第6名決定賽 第一輪主題：抒情 | 《恰似你的溫柔》      | 蔡琴           | 18    |                                  |
| 26   | 2010/05/07 | 我要拿第一 第6名決定賽 第二輪主題：動感 | 《牛仔很忙》          | 周杰倫         | 23    | 積分33+41=74，目前第四名         |
| 27   | 2010/05/14 | 星光６ 總冠軍賽 第一階段                | 《Super Girl》        | Super Junior-M | 19    | 積分74+19=93累積93分，進入前四強 |
| 27   | 2010/05/14 | 星光６ 總冠軍賽 第二階段                | 《super sunshine》    | 曹格           | 18    | 最後以總分15.0701獲得季軍        |
| 27   | 2010/05/14 | 星光６ 總冠軍賽 終場表演                | 《媽媽再見》          | Solder         | 無    | 楊宗緯組曲演出大合唱             |

### 新春特別節目
| 集數 | 首播日期   | 比賽主題                    | 演唱歌曲       | 原唱者 | 分數 | 備註                     |
| ---- | ---------- | --------------------------- | -------------- | ------ | ---- | ------------------------ |
| 01   | 2010/02/14 | 龍騰虎耀旺星光 經典偶像模仿 | 《青蘋果樂園》 | 小虎隊 | 25   | 敗小胖隊（李宇）（26分） |

## 音樂作品

### 單曲
| 年度   | 語言 | 歌名             | 備註                                    |
| ------ | ---- | ---------------- | --------------------------------------- |
| 2009年 | 國語 | 《新年快樂2009》 | 三帥合唱曲 - 電影《家有囍事2009》主題曲 |
| 2010年 | 國語 | 《全城戒備》     | 三帥合唱曲 - 電影《全城戒備》主題曲     |

## 電影作品
| 首映          | 片名              | 角色 | 性質   | 導演           | 備註           |
| 2010年3月4日  | 《極速先鋒》      | 龍哥 | 男配角 | 藍志偉         | 李廣博參與演出 |
| 2012年3月15日 | 《嫁個100分男人》 |      | 客串   | 王晶           | 蔣一帆參與演出 |
| 2012年7月12日 | 《四大名捕》      |      | 客串   | 陳嘉上、秦小珍 | 蔣一帆參與演出 |

## 外部連結
- 牟少帅的新浪微博
- 李广博的新浪微博